# Papíreperfa
A papíreperfa (Broussonetia) az eperfafélék (Moraceae) családjában a névadó Moreae nemzetségcsoport egyik nemzetsége mintegy 40 fajjal; számos alfajjal, illetve kertészeti változattal.

## Származása, elterjedése
Fajai trópusi, illetve meleg mérsékelt éghajlaton, Kelet-Ázsiában (Kínában, illetve Japánban) honosak (ZipcodeZoo). Két faj Észak-Amerikában, illetve Polinéziában él.
Némelyik fajt, főleg a kínai papíreperfát többfelé ültetik.

## Megjelenése, felépítése
Eredeti élőhelyén valamennyi faj közepes vagy annál kisebb méretű fa. Az Európába áthozott példányok letörpülnek.
A család többi fajához hasonlóan alapszövetük (parenchima) tejjárataiban fehér tejnedvet, bőrszövetük megnagyobbodott sejtjeiben, az idioblasztokban pedig  cisztolitokat halmoznak fel. Csúcsrügyeiket rügypikkelyek zárják közre.
Leveleik állása váltakozó (folia alterna), átellenes (folia opposita) vagy szórt. A pálhalevelek lehullóak, szabadon állnak. A levéllemez ovális, karéjos vagy osztatlan. A levelek széle fogazott, az erezet tenyeres vagy az alapból gyengén háromosztatú.
Hengeres füzérvirágzatot alkotó porzós virágai hosszabb, gömbölyded fészekvirágzatokba tömörülő termős virágai rövidebb kocsányon ül ülnek. A négy csészelevél alapnál forrt. A négy csészelevél forrt, csövet formáz. A négy porzószál hajlott. A nyeles magház felső állású, osztatlan, a bibeszár nem ágazik el.
A termések gömbölydedek; mindegyik kis csonthéjas termés kidudorodik a megnövekedett lepellevelekből. A termések gyakran terméságazatot alkotnak.

## Életmódja, termőhelye
Kétlaki.

## Felhasználása
A hajlékony, rugalmas, ellenálló, nehezen gyűrődő és fölöttébb mérettartó kozo papírt (kozogamit) a japán papíreperfa (Broussonetia kazinoki) kérgéből készítik (Morgós, 2011). E fa úgynevezett kivonata gátolja a tirozináz enzimet, és ezzel hatásos gyulladáscsökkentő. Fő komponensei triterpének, valamint a fenil-flavonoidok származékai.
A kínai papíreperfát (Broussonetia papyrifera) látványos termése miatt sokfelé dísznövénynek ültetik